# Koungue
Koungue est un village de la Région du Littoral du Cameroun, situé dans la commune de Dizangué. 

## Population et développement
En 1967, la population de Koungue était de 443 habitants. La population de Koungue était de 219 habitants dont 100 hommes et 119 femmes, lors du recensement de 2005.  